# 乙醇 (藥物)
酒精（英語：Alcohol），有時會用化學名“乙醇”稱呼，是精神藥物，是啤酒、葡萄酒、和烈酒（蒸餾酒）等酒精飲料的活性成分，是古老和常見的娛樂藥物，會造成酒精中毒（“醉酒”）的特定影響。在各種作用中，酒精會產生幸福和欣快、減少焦慮，增加社交行為、鎮靜，而認知、記憶、運動、和感覺系統功能會受損，以及中樞神經系統功能受到全面抑制。乙醇只是幾種醇類中的一種，但它是唯一存在酒精飲料中，或是常用於娛樂目的的醇類；其他醇類，如甲醇和異丙醇毒性很高。 輕度、短暫接觸異丙醇，其毒性僅比乙醇稍高，還不至於造成任何嚴重傷害。但甲醇的毒性比乙醇高甚多，只要攝入10至15毫升（2至3茶匙）就會致命。
攝取酒精有多種短期和長期的不良影響。短期的影響包括神經認知功能的全面損害、頭暈、噁心、嘔吐、以及宿醉類症狀。酒精會讓人成癮，並可能導致酒精使用疾患、酒精依賴、和酒精戒斷症候群。它會產生多種長期健康上的負面影響，例如肝損傷和大腦損傷飲酒與導致癌症有關聯。過量或是頻繁的攝取酒精，對健康的不利影響更為嚴重。然而，即使輕度或是中度飲酒，也可能讓某些癌症發生的風險增加。大量飲酒會導致意識喪失，嚴重時甚至會導致死亡。
酒精在大腦中的作用主要是透過增強一種名為γ-氨基丁酸（簡稱GABA）的神經遞質的作用。GABA是大腦中主要的抑制性神經遞質，由於GABA的作用受到促進後，飲者中樞神經系統的活動遭受抑制。酒精還直接影響許多其他神經遞質系統，包括穀氨酸、甘氨酸、乙酰膽鹼、和血清素。飲酒帶來的愉悅效果是大腦獎賞路徑中多巴胺和內源性鴉片類藥物增加的結果。酒精會在體內產生毒性和令人不快的作用，其中許多是由酒精的副產物乙醛所介導。
人類生產和消費酒精，將其作為精神藥物使用的歷史已接近有10,000年。酒精與許多其他娛樂性物質不同，通常為社會所接受，在大多數國家飲用都屬合法。但酒精的銷售和使用往往會受到限制，例如設定最低合法飲酒年齡、禁止在公共場合飲酒、以及禁止酒後駕駛的法律。酒精具有相當大的社會和文化意義，在世界許多地方都具有重要的社會作用。酒吧和夜總會等飲酒場所主要以酒精飲料的銷售和消費為中心，而派對、節日、和社交聚會通常都涉及飲酒。酒精非常獨特，這是唯一對他人傷害大於對飲用者自己傷害的藥物。它與各種社會問題，包括酒後駕駛、意外傷害、性侵犯、家庭暴力、和暴力犯罪有關聯。在一些國家，主要是在中東，酒精的銷售和消費仍屬於非法（請參考世界禁酒國家清單）。雖然有些宗教，如伊斯蘭教，禁止飲酒，但有其他宗教，如基督教和神道教，在聖餐禮和奠祭中會使用酒精。

## 使用和效果

飲酒者在不同血液酒精濃度下的症狀。也可能會有其他症狀發生。

乙醇通常以酒精飲料（如啤酒、葡萄酒、和烈酒）的形式，透過口腔服用方式作為娛樂性物質。由於酒精有增強社交行為的能力，而通常在社交場合中使用。
人體內乙醇量通常是透過檢測血液酒精濃度(BAC)來計算。小劑量的乙醇有類似興奮劑的作用，會產生欣快感和放鬆感；受到影響的人往往變得健談、較少拘謹，但判斷力可能會變差。高劑量（BAC大於每公升1克）乙醇會抑制中樞神經系統，再逐漸增加劑量後，感覺和運動功能受損，認知減慢、木僵、失去知覺，然後可能會死亡。由於酒精有精神作用，常用作娛樂藥物，尤其在社交場合。

## 毒性
酒精有多種短期和長期的不良影響。還有增強相關的不利影響，包括成癮、依賴、和戒斷症狀。

### 社會危害
酒精會破壞同理心。

在2010年，根據藥物傷害專家的意見，所有非法以及合法藥物（物質）造成損害的排名中，酒精排名第一，而且是唯一傷害他人多於傷害使用者自己的藥物。

酒精很獨特，是唯一傷害他人多於使用者自己的藥物，對社會影響甚為負面。與在公共場合飲酒、破壞保持社交距離規定、受飲酒牽連傷害、醉酒胡亂撥號、酒後駕駛、性騷擾、暴力和非暴力犯罪關係密切。在美國，約三分之一的逮捕涉及濫用酒精。許多送進急診室的就診也涉及飲酒。有多達15%的員工在工作場所發生與酒精有關的問題行為，例如上班前飲酒，甚至在工作中飲酒。酗酒與易於受傷、婚姻不和諧、和家庭暴力有關。酒精使用與相當大的過量以及酒精相關健康問題的發病率和死亡率直接有關聯。

#### 破壞保持社交距離規定
酒精會讓人忽略遵守保持社交距離的規定，而增加感染2019冠狀病毒病的風險。

#### 車禍
一項2002年的研究發現，在致命性的交通事故中有41%與酒精有關聯。每年有超過40%的車禍死亡與酒精不當使用有關聯。汽車駕駛血液酒精濃度越高，發生致命車禍的風險呈指數級增加。在美國，大多數規範酒後駕駛的法律把駕駛或操作重型機械時，可接受的血液酒精濃度水準上限設定為0.08%。

#### 性罪行
酒精常會促進性騷擾或強姦。根據一份涉及大學生強姦的調查報告，過半事件都涉及酒精。 酒精是最常用的約會強姦藥物。

#### 暴力犯罪
超過40%的襲擊，和40%到50%的謀殺都涉及到酒精使用。超過43%的與警察暴力衝突涉及到酒精使用。超過三分之二的親密暴力案件與酒精有關。據估計在2002年，美國有100萬起暴力犯罪與飲酒有關。酒精與如大麻等藥物相比，更常與暴力和非暴力犯罪有關聯。

#### 健康後果
和酒精使用疾患有關聯的過度飲酒，是個導致許多健康問題和死亡的主要因素。與普通人相較，酒精依賴是與減少12年預期壽命有關聯的因素。據估計全世界在2004年，有4%的死亡可歸因於飲酒。酒精導致的死亡有急性原因（例如，過量服用，發生事故），和慢性原因，兩者大致各佔一半。與死亡相關的主要慢性酒精相關疾病是酒精性肝病。酒精依賴也與認知缺陷和器質性腦損傷有關。一些研究人員發現，即使每天僅喝一杯酒精飲料也會把個人健康問題的風險提高。

#### 短期影響

精神病學、化學、藥理學、流行病學、鑑識科學、和警察及執法界的成癮專家運用德爾菲法，對20種最流行的娛樂性用藥的影響作研究，其中酒精在在造成依賴方面排名第6，身體傷害方面排名第11，社會傷害方面排名第2。

### 不良影響

#### 中樞神經系統受損
酒精會導致全身性中樞神經系統抑制，是一種GABAA正向變構調節劑，並與認知功能不全、記憶力減退、運動、和感覺功能喪失相關。會減慢和損害認知和反應時間、以及認知技能、損害判斷力、干擾運動功能、導致肢體不協調、失去平衡、意識模糊、鎮靜、麻木、和言語模糊，損害記憶形成、並導致感覺功能障礙。在酒精濃度高的時候，會導致失憶、失去疼痛感、天旋地轉、木僵、和失去知覺。
在非常高的濃度的時候，會導致順行性遺忘症、心率顯著降低、肺吸入、位置性酒精性眼球震顫 (PAN)、換氣不足（呼吸抑制）、休克、昏迷、以及死亡，這是由於酒精中毒導致中樞神經系統功能受到嚴重抑制，最終導致自主神經紊亂的結果。

#### 對消化道影響
但攝入酒精過多（因人而異）會引起噁心和嘔吐。

胃壁粘膜層結構圖。

酒精在即使胃部沒食物時也會刺激分泌胃酸，本來胃酸是用來消化蛋白質。過多胃酸會損害胃內壁。胃壁通常受粘膜層保護，以防被胃酸消化。但消化性潰瘍(PUD)的患者，粘膜層受到破壞。PUD通常與幽門螺桿菌有關。幽門螺桿菌會分泌一種毒素以削弱粘膜壁，而導致胃酸和蛋白質酶穿透削弱的屏障。由於酒精會刺激人體分泌胃酸，患有PUD的人應避免空腹飲酒。飲酒會導致更多胃酸分泌，更進一步損害已經變弱的胃壁。這種疾病的併發症包括腹部灼痛、腹脹，在嚴重的情況下，患者排泄深黑色糞便，表明患者有內出血的情況。強烈建議經常飲酒的人減少攝入量，以防止PUD病情加劇。
攝入酒精可經由兩種腸道途徑引發全身性促炎變化：(1)改變腸道微生物群組成（微生態失調），而增加脂多醣(LPS）釋放，以及(2)降低腸粘膜屏障的完整性 - 從而允許LPS進入循環系統。肝臟血液供應的主要部分由肝門靜脈提供。因此，在肝臟不斷從腸道獲得營養的同時，它也暴露於穿透破壞腸粘膜屏障的細菌和/或細菌衍生物。因此，患者飲酒之後的肝門靜脈、肝臟、和體循環中的LPS水準會增加。肝臟中的免疫細胞通過產生活性氧類(ROS)、白三烯、趨化因子、和細胞因子來應對LPS。這些因素會促進組織炎症，而且導致器官病理生成。

#### 過敏樣反應
含有乙醇的飲料會引起酒精潮紅反應、鼻炎惡化，更嚴重和常見的是對有哮喘病史的患者會引起支氣管收縮，在某些情況下還會引起蕁麻疹性皮疹和全身性皮膚炎。此類反應可在攝入乙醇後1-60分鐘內發生，可能的原因是：
- 代謝乙醇的遺傳異常，而導致乙醇代謝物乙醛在組織中積聚並引發組織胺的釋放，或是
- 對天然存在於或是摻入酒精飲料（特別是葡萄酒和啤酒）中的過敏原的真實過敏反應，以及
- 其他不明原因。

### 長期影響
長期大量飲酒會對大腦和其他器官造成嚴重的永久性損傷，而導致功能障礙或是死亡。

#### 腦損傷
酒精會導致腦損傷、韋尼克氏腦病和高沙可夫症候群(AKS)，後兩者經常同時發生，稱為韋尼克-高沙可夫症候群(WKS)。腦損傷或大腦異常通常發生在間腦，導致順行健忘症和逆行性失憶症，或是記憶力減退。

#### 肝損傷
在醇脫氫酶代謝酒精的過程中，煙酰胺腺嘌呤二核苷酸（NAD）轉化為氧化還原反應的NAD（NAD+）。NAD原本用於代謝肝臟中的脂肪，酒精會與脂肪搶奪NAD。長期飲酒結果表示脂肪會在肝臟中積聚，形成“脂肪肝”。持續攝入酒精的行為（如酗酒者），脂肪持續儲存，會把細胞的功能降低到死亡點，導致肝細胞死亡，疤痕組織取代死亡細胞，形成肝硬化。

#### 出生缺陷
乙醇被歸類為導致畸形的物質。美國疾病管制與預防中心(CDC)指出，不使用避孕措施的女性，酒後會增加胎兒酒精譜系障礙的風險。CDC目前建議育齡婦女在懷孕、試圖懷孕、或性活躍且不使用節育措施的時期要完全禁酒。

#### 癌症
國際癌症研究機構（IARC）將酒精飲料中的乙醇列為人類一類致癌物，並認為“肝酶把攝入的酒精轉化為乙醛，而有足夠的證據和研究顯示乙醛（乙醇的主要代謝物）具有致癌性。” 

#### 其他影響
經常飲用酒精飲料是導致血液中三酸甘油酯水準升高的主要因素之一，過高的三酸甘油酯會導致代謝症候群形成。

### 將疾患效果強化

#### 成癮
酒精成癮亦稱為酒精使用疾患。
專家建議每週有連續兩天或更長時間不飲酒，以改善健康，以及斷除依賴。

#### 依賴與戒斷症狀
長期大量使用酒精和發展出相關的酒精耐受性（導致酒精依賴）後，停止飲酒時會導致戒斷症狀發生。酒精戒斷症狀會導致意識模糊、焦慮、失眠、心理動作性激躁、震顫、發燒、噁心、嘔吐、自主神經紊亂、癲癇發作、和幻覺。在嚴重的情況下，會導致死亡。長期大量飲酒而產生的震顫性譫妄是種需要透過酒精解毒方式治療的症狀。

### 過量
飲酒讓血液酒精濃度達到0.4% 時，可能會導致死亡。通常濃度到0.5%或更高時就會致命。甚至低於0.1%的水準都會導致中毒現象，通常在0.3–0.4%的濃度時飲者會失去知覺。
對於大鼠，口服乙醇的半數致死劑量(LD50)為5,628毫克/公斤。轉化為人類時，表示一位體重70公斤（150磅）的人攝入500毫升（17液量盎司）的純乙醇，理論上有50%的死亡風險。乙醇過量的症狀包括噁心、嘔吐、中樞神經系統抑制、昏迷、急性呼吸衰竭、或是死亡。

## 交互作用
酒精會加劇由其他中樞神經系統抑制劑，例如巴比妥類藥物、苯二氮䓬類藥物、鴉片類藥物、非苯二氮䓬類藥物（另稱Z-drugs），如唑吡坦和佐匹克隆）、抗精神病藥、抗組織胺藥、和某些抗抑鬱藥等所引起的鎮靜作用。它在體內與古柯鹼相互作用產生高古柯鹼，這是另一種精神活性物質。乙醇提高哌甲酯的生物利用度（升高血漿右哌甲酯）。乙醇與大麻結合，會增加血漿中四氫大麻酚的水準，而可能會增加四氫大麻酚的吸收。

### 雙硫侖類藥物

#### 雙硫侖
雙硫侖會抑制醛脫氫酶，導致乙醛在飲者體內積聚，乙醛是有毒的乙醇代謝物，有令人不快的作用。雙硫侖通常用於治療酒精使用疾患，飲者在酒後立即出現類似宿醉的症狀，廣泛稱為雙硫侖效應。

## 藥理

### 效應動力學
乙醇是種分子量非常低的化合物，其作用效力非常低，僅在非常高（毫摩爾每公升(mM)）濃度下才會產生影響。由於這些原因，酒精與大多數藥物不同，目前還不可能採用傳統的生化技術來直接評估乙醇與受體或離子通道的結合。
雖然目前還沒有確定和清楚分辨乙醇的結合位點，但乙醇似乎是影響離子通道，尤其是配體門控離子通道，來介導其對中樞神經系統的作用。功能分析發現，乙醇可增強或抑制多種離子通道的活性，但這些作用僅在非常高的濃度下才會發生，在使用休閒劑量乙醇的時候可能沒有藥理學意義。

### 代謝動力學

#### 吸收
乙醇的攝取方式可透過口服、透過呼吸系統吸入、直腸吸收、或是注射（例如靜脈注射）來達成，但通常是用口服方式。口服乙醇的生物利用度約為80%，或是更高。
口服乙醇的主要吸收场所在胃和小肠。由于小肠的表面积更大，小肠可以比胃更快地吸收酒精，是故乙醇的吸收速度受胃排空速度的影响。空腹吸收乙醇比飽肚快得多。食物有延遲吸收乙醇效果，無論是在酒前、同時、還是酒後才進食，效果相似

#### 分佈
乙醇經攝入後會迅速分佈到全身。最快達到的是有最大血液供應的組織。所以乙醇主要是影響到大腦、肝臟, 和腎臟。乙醇通過簡單的被動運輸過程，很容易穿過生物膜和血腦屏障。

#### 代謝
大約90%的乙醇在肝臟代謝，最後分解成二氧化碳和水。

#### 消除
乙醇主要代謝成二氧化碳和水，從體內排出，約5到10%乙醇會在尿、呼吸和汗液中以原始形態排除。攝入酒精後在96小時（3至5天）之內仍可在尿液中檢測到乙醇或其代謝物的痕跡。

## 化學
乙醇在化學上也稱為酒精、或飲用酒，是簡單的醇，分子式C2H6O，分子量每摩爾46.0684克，分子式也可以寫成CH3-CH2-OH或C2H5-OH，後者也可以認為是與羥基相關的乙基，可縮寫為EtOH。乙醇是易揮發、易燃、透明的液體，有輕微的獨特氣味。除用作精神活性和娛樂物質外，乙醇還常用作消毒劑、化學和藥用溶劑、以及燃料。

### 生產
對於工業原料或溶劑，請參閱乙醇。
乙醇是酵母代謝過程中自然產生的副產品，因此會存在於任何酵母棲息地中，甚至在人類內源性也會發生，但並不會導致血液酒精含量升高（在罕見的自動釀酒綜合症(ABS)為例外 ）。它是通過乙烯的水合或透過酵母（最常見的是釀酒酵母）把糖發酵來釀造。醣類通常來自浸漬穀物（例如大麥）、葡萄汁、和甘蔗產品（例如糖蜜、甘蔗汁）。所產出的乙醇與水混合物，可通過蒸餾進一步純化。

### 結構類似物
乙醇有多種結構類似物，其中許多具有相似的作用和效果。甲醇和異丙醇(也稱為外用酒精)都有毒，因此不可食用。甲醇是其中毒性最大的一種；異丙醇的毒性介於乙醇和甲醇之間，約為乙醇的兩倍。據報導，1-丁醇產生的作用與乙醇相似，毒性相對較低（一項在大鼠身上的研究結果為乙醇的六分之一）。然而，它的蒸氣會刺激眼睛，吸入會導致肺水腫。丙酮是酮類而不是醇類，據報導會產生類似的毒性作用；它會對角膜造成極大的傷害。
叔醇（三級醇）中的叔戊醇(TAA)，也稱為2-methylbutan-2-ol(簡稱2M2B)，與其他叔醇如甲戊炔醇、乙氯戊烯炔醇、和氯丙醇一樣，曾用作安眠藥和麻醉藥。這些叔醇與與乙醇所屬的伯醇不同，他們不能氧化成通常有毒的醛或是羧酸代謝物，相比之下，這些叔醇化合物更安全。作用類似的其他乙醇親戚包括水合氯醛、鏈烷醛，以及許多揮發性和吸入麻醉劑（如氯仿（哥羅芳）、乙醚、和異氟醚）。

## 歷史
早在公元前7,000至6,650 年，中國北方就開始釀造酒精。最早的葡萄酒釀製證據可以追溯到公元前6,000至5,800年在南高加索的喬治亞。早在公元前6世紀（公元前600-500年）的埃及，很可能使用大麥釀造啤酒。古羅馬作家老普林尼曾寫到羅馬在公元前2世紀（公元前200-100年）釀酒的黃金時代，當時有葡萄園的栽種和經營。

## 社會與文化

### 法律規定
飲酒屬於合法，在世界上大多數國家都可從事。在大多數國家/地區自行釀造酒精含量低的飲料（如葡萄酒和啤酒）也屬合法，但在大多數國家/地區，在有執照的酒廠以外利用蒸餾法製酒，是生產私酒的行為，屬於違法。
一些穆斯林信徒占人口多數的國家，如沙烏地阿拉伯、科威特、巴基斯坦、伊朗、和利比亞，因為伊斯蘭教教義的緣故，禁止生產、銷售、和飲用酒精飲料。此外，在一些印度的邦，以及在美國的一些印第安保留地中也有禁止飲酒的法律。
此外，世界上許多國家還有些關於酒精銷售和使用的法規。例如，一些國家有購買或飲用酒精飲料的最低合法飲酒年齡限制。此外，一些國家禁止在公共場合醉酒。開車時喝酒、或酒後駕駛經常被取締，在汽車、公共汽車、或飛機上有個打開的酒精容器或是酒瓶，可能屬於非法。

## 延伸阅读
- The National Institute on Alcohol Abuse and Alcoholism maintains a database of alcohol-related health effects. ETOH Archival Database (1972–2003) Alcohol and Alcohol Problems Science Database.

## 外部連結
- ChEBI – biology related （页面存档备份，存于）
- Kyoto Encyclopedia of Genes and Genomes signal transduction pathway: KEGG – human alcohol addiction （页面存档备份，存于）

Template:Serotonergics